# Blanche Bingley

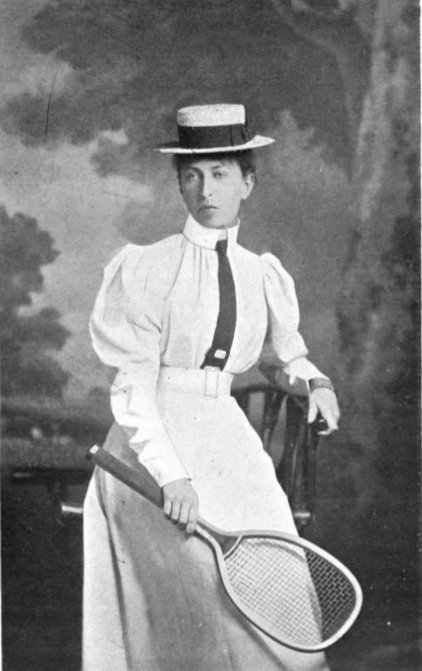
Blanche Bingley Hillyard (ca. 1900)

Blanche Bingley Hillyard (* 3. November 1863 als Blanche Bingley in Greenford, England; † 6. August 1946 in London) war eine britische Tennisspielerin.

## Karriere
Sie gewann ab 1886 sechsmal den Titel im Dameneinzel von Wimbledon. Fünfmal unterlag sie im Finale Charlotte Dod.
Bingley heiratete 1887 den Tennisspieler und späteren Olympiasieger im Herrendoppel, George Hillyard, der von 1907 bis 1914 Direktor des Turniers in Wimbledon war. Zuletzt trat sie in Wimbledon 1912 im Alter von 48 Jahren an und erreichte dort das Halbfinale.

## Turniersiege

### Einzel
| Nr. | Jahr | Turnier                  | Finalgegnerin    | Ergebnis      |
| --- | ---- | ------------------------ | ---------------- | ------------- |
| 1.  | 1886 | Wimbledon                | Maud Watson      | 6:3, 6:3      |
| 2.  | 1888 | Irish Championships      |                  |               |
| 3.  | 1888 | Welsh Championships      |                  |               |
| 4.  | 1889 | Wimbledon                | Charlotte Dod    | kampflos      |
| 5.  | 1894 | Wimbledon                | Charlotte Dod    | kampflos      |
| 6.  | 1894 | Irish Championships      |                  |               |
| 7.  | 1897 | Wimbledon                | Charlotte Cooper | 5:7, 7:5, 6:2 |
| 8.  | 1897 | Irish Championships      |                  |               |
| 9.  | 1897 | Deutsche Meisterschaften | Charlotte Cooper | 6:3, 6:2, 6:2 |
| 10. | 1899 | Wimbledon                | Charlotte Cooper | 6:2, 6:3      |
| 11. | 1900 | Wimbledon                | Charlotte Cooper | 4:6, 6:4, 6:4 |
| 12. | 1900 | Deutsche Meisterschaften | Muriel Robb      | 2:6, 8:6, 7:5 |